# Купусина (Апатин)
Купусина (серб. Купусина) — село в Сербії, належить до общини Апатин Західно-Бацького округу автономного краю Воєводина.

## Населення

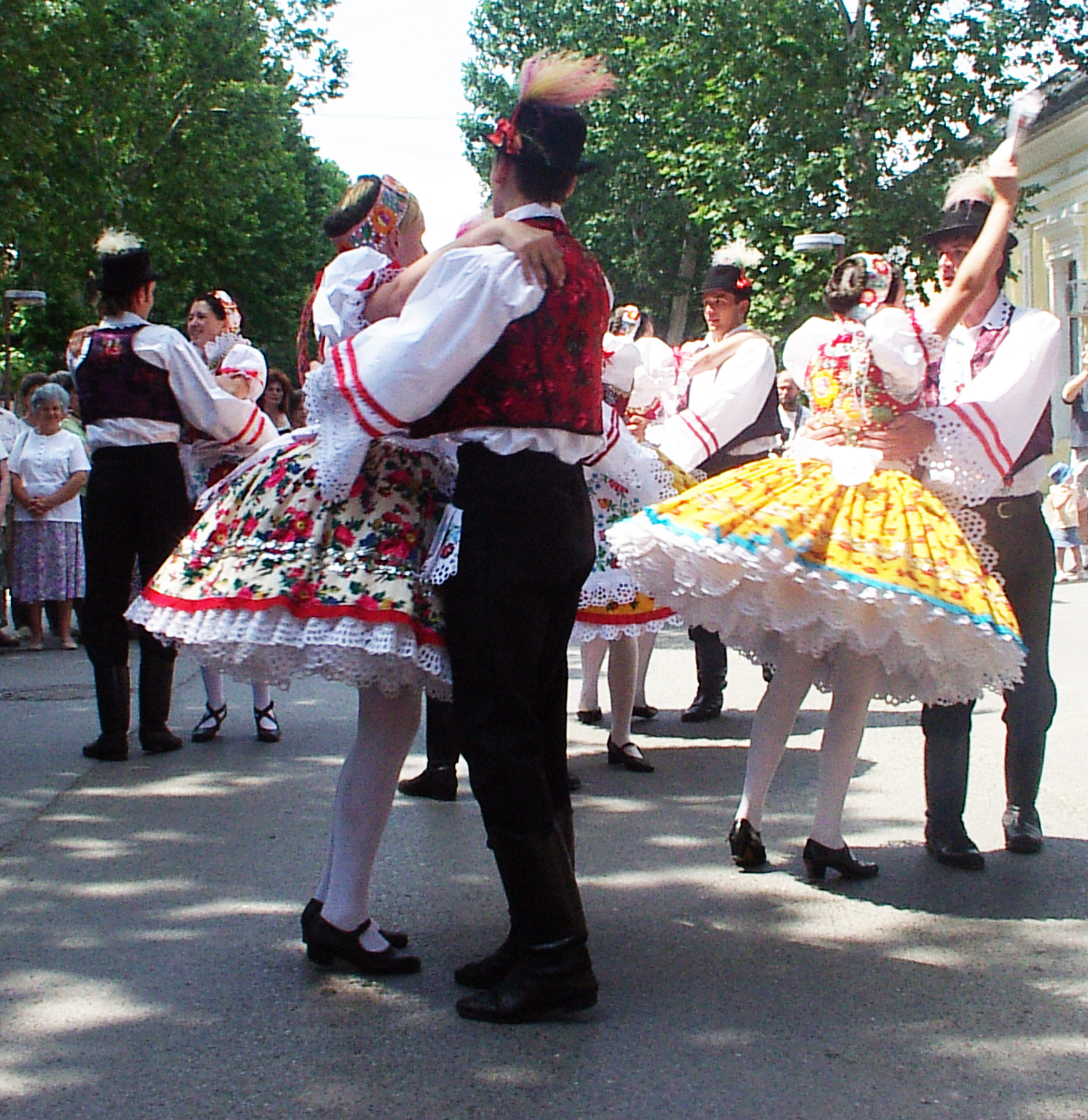
Національні костюми та танці воєводських угорців

Населення села становить 2356 осіб (2002, перепис), з них:
- угорці — 1.857 — 78,82%
- серби —279 — 11,84%,

живуть також хорвати, югослави, бунєвці, роми і навіть кілька русинів-українців.